# Elizabeth Blackwell (Medizinerin)

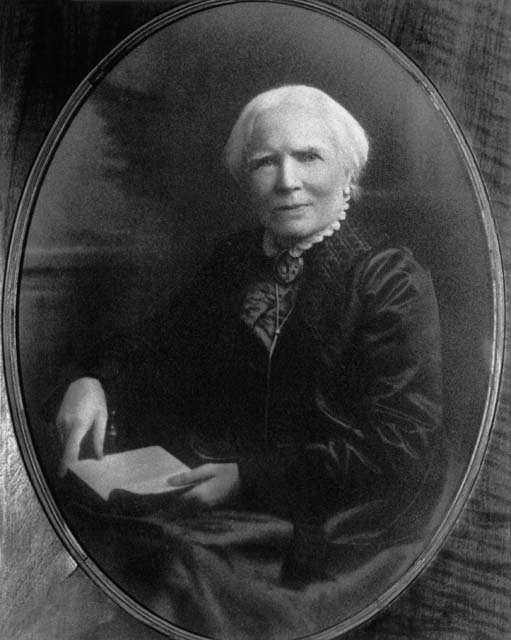
Elizabeth Blackwell, um 1900/1905

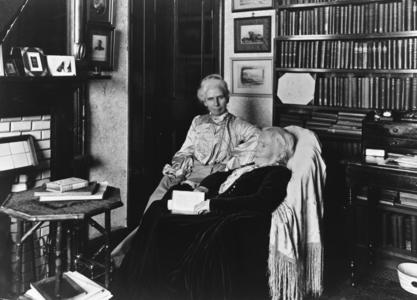
Elizabeth Blackwell mit ihrer Tochter Katharine „Kitty“ Barry Blackwell, um 1905

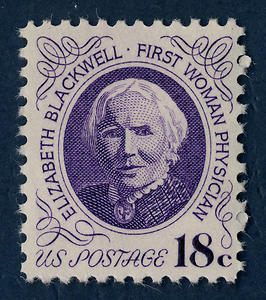
US-amerikanische Briefmarke von 1974 zum 125. Jahrestag des Studium-Abschlusses von Blackwell

Elizabeth Blackwell (* 3. Februar 1821 in Counterslip bei Bristol, England; † 31. Mai 1910 in Hastings, England) war eine der ersten Ärztinnen mit Hochschulabschluss. Neben ihrem Einsatz für das Frauenstudium leistete sie Pionierarbeit in der Präventivmedizin und der Gesundheitspolitik. Wie ihr Bruder Henry Blackwell und dessen Frau Lucy Stone setzte sie sich zudem für die Abschaffung der Sklaverei ein.

## Leben
Die Familie Blackwell zog 1832 in die USA, wo 1838 der Familienvater starb. Um die Familie zu ernähren, führte Elizabeths Mutter gemeinsam mit ihren drei Töchtern eine Privatschule. Elizabeth wollte Medizin studieren, wurde jedoch – als Frau – von zwölf Colleges abgelehnt. Erst Mitte der 1840er Jahre fand sie einen Studienplatz am Geneva College in New York, wo sie am 23. Januar 1849 als erste US-amerikanische Ärztin und als Beste ihres Jahrgangs ihren Abschluss machte.
Es war schwierig für Blackwell, als Ärztin zu praktizieren, da einerseits niemand ihr Praxisräume vermieten wollte, andererseits die Patienten einer Frau gegenüber skeptisch waren. Krankenhäuser wollten sie nicht einstellen und als sie nach Paris fuhr, wurde nicht einmal ihr Doktordiplom anerkannt. Dennoch gelang es ihr in den Jahren zwischen 1849 und 1851, sich sowohl in Paris als auch in London auf dem Gebiet der Geburtshilfe weiterzubilden. In New York eröffnete sie schließlich eine eigene Praxis. Dazu musste sie zunächst ein eigenes Haus kaufen, da kein Hausbesitzer an die Ärztin vermietete. 1854 veröffentlichte sie eine Sammlung von Texten über die Hygiene unter dem Titel The Laws of Life, with Special Reference to the Physical Education of Girls.
Erst nach einigen Jahren stellte sich finanzieller Erfolg durch zufriedene Patienten und durch die Aufmerksamkeit der Presse ein. Gemeinsam mit ihrer Schwester Emily sowie Marie Zakrzewska baute sie 1857 ein „Universitätsspital“ auf, an dem die drei Ärztinnen jungen Frauen die Möglichkeit geben wollten, sich zur Ärztin ausbilden zu lassen, ohne sich den Schikanen und Unbilden des Studiums an einer „Männeruniversität“ unterziehen zu müssen – das Women's Medical College of the New York Infirmary war geboren. Um Rufschädigungen der bei ihr ausgebildeten Ärztinnen zu verhindern, bestand Blackwell auf sehr strengen Zulassungsexamen und Abschlussprüfungen. Die Ausbildung war rigoros und die angehenden Ärztinnen mussten eine einwandfreie Moral vorweisen, ansonsten wurden sie vom Studium ausgeschlossen.
1869 überließ Elizabeth Blackwell ihr Spital ihren Nachfolgerinnen und kehrte ins Vereinigte Königreich zurück, wo sie 1871 die National Health Society gründete – der Vorläufer des heutigen britischen National Health Service (NHS, nationaler Gesundheitsdienst). Gemeinsam mit Florence Nightingale bildete sie an der London School of Medicine for Women Krankenschwestern und Ärztinnen aus. Ab 1875 zog sich Blackwell mehr und mehr aus der ärztlichen Praxis zurück, schrieb jedoch weiterhin Bücher. Sie starb Ende Mai 1910 in Sussex.

## Ehrungen
Sie fand Eingang in die bildende Kunst des 20. Jahrhunderts. Die feministische Künstlerin Judy Chicago widmete ihr in ihrer Arbeit The Dinner Party eines der 39 Gedecke am Tisch.